# Kunst als Erfahrung
Kunst als Erfahrung (englisch Art As Experience) ist eine 1934 erschienene philosophische Schrift von John Dewey zur Ästhetik.

## Inhalt
Das Buch basiert auf Vorlesungen von Dewey zum Thema "Philosophie der Kunst", die er 1931 auf Einladung der Harvard-Universität gehalten hat.
Dewey kritisiert die moderne Trennung von Kunst und Alltag. Durch die Verweisung der Kunst ins Museum sei die Kunst von den Erfahrungen des Alltags getrennt worden. Sein Ziel liegt daher in der „Wiederherstellung der Kontinuität zwischen der ästhetischen Erfahrung und den gewöhnlichen Lebensprozessen“.
Ein zentrales Konzept für Deweys Ästhetik stellt der Begriff der Erfahrung dar, der insbesondere in seinem Spätwerk auftaucht. Dewey definiert eine Erfahrung als "Interaktion von lebendigem Geschöpf und Umwelt" und somit als "Teil des eigentlichen Lebensprozesses". Diese Interaktion zeichne sich durch eine schwankende Wechselbeziehung aus, die dem Menschen als widerständig begegnet. Erfahrungen sind von ständigen Rhythmen und Mustern begleitet, die beispielsweise durch Sonnenaufgang und -untergang, Tag und Nacht, Regen und Sonnenschein oder im Kreislauf der Jahreszeiten wahrzunehmen sind. An diese natürlichen Erscheinungen hat sich der Mensch in seiner Lebensweise angepasst. Die damit verbundenen Erfahrungen sind somit alltäglich; sie bleiben jedoch aus menschlicher Sicht in der Regel unvollständig.
Eine ästhetische Erfahrung dagegen ist eine vollständige Erfahrung. Sie gewinnt dadurch an Einheitlichkeit und Individualität und besteht im Wesentlichen in der Erhöhung des Lebensgefühls. Damit ein Kunstwerk eine ästhetische Erfahrung auslösen kann, muss der Künstler den Betrachter bzw. das interessierte Publikum während des Schaffensprozesses mitdenken. Die Betrachter oder Teilnehmer im Publikum dagegen müssen eine aktive Rolle einnehmen und eine kontinuierliche Interaktion mit dem Kunstwerk eingehen. Die Rezeption der Kunst ist damit ebenso wie das Kunstschaffen ein Prozess und ein Akt der Neuschöpfung.

## Ausgabe in deutscher Sprache
- John Dewey: Kunst als Erfahrung. (Übersetzung aus dem Englischen von Christa Velten, Gerhard vom Hofe und Dieter Sulzer), Suhrkamp, Frankfurt am Main 2021, ISBN 978-3-518-28303-5.

## Weiterführende Literatur
- Stewart Buettner: "John Dewey and the Visual Arts in America", in: The Journal of Aesthetics and Art Criticism 33 (1975), S. 383–391.
- Klaus Mainzer: "John Dewey: Instrumentalismus und Naturalismus in der technisch-wissenschaftlichen Lebenswelt", in: Josef Speck (Hrsg.): Grundprobleme der großen Philosophen. Philosophie der Neuzeit V, Göttingen: Vandenhoeck & Ruprecht 1991, ISBN 3-525-03318-4, S. 170–209.
- Stefan Neubert: Erkenntnis, Verhalten und Kommunikation. John Deweys Philosophie des 'experience' in interaktionistisch-konstruktivistischer Interpretation, Münster u. a.: Waxmann Verlag 1998, ISBN 3-89325-605-9.
- Norbert Schneider: Geschichte der Ästhetik von der Aufklärung bis zur Postmoderne. Eine paradigmatische Einführung, 6. Aufl., Stuttgart: Reclam 2017, ISBN 978-3-15-009457-0.
- Wolfgang Ullrich: "John Dewey", in: Monika Betzler, Julian Nida-Rümelin, Mara-Daria Cojocaru (Hrsg.): Ästhetik und Kunstphilosophie. Von der Antike bis zur Gegenwart in Einzeldarstellungen, 2., aktualisierte und ergänzte Auflage, Stuttgart: Kröner Verlag 2012, ISBN 978-3-520-37502-5, S. 257–262.